# Barbara Müller (Sängerin)
Barbara Müller (* in München) ist eine deutsche Konzert- und Liedsängerin (Alt).
Sie studierte am Richard-Strauss-Konservatorium zunächst Klavier und Flöte, anschließend Gesang bei Ingrid Bettag. Sie ergänzte ihre Ausbildung durch Meisterkurse und zuletzt durch die Arbeit mit Selma Aykan. Engagements führten sie ins In- und Ausland. In Japan sang sie mit dem Dresdner Kreuzchor J. S. Bachs Matthäuspassion und die h-Moll-Messe. Ihr Repertoire reicht von der Renaissance über Passionen und Oratorien bis zu eigens für sie komponierten Werken. Auch dem Liedgesang widmet sie sich intensiv.
1988 begann sie ihre Tätigkeit beim Chor des Bayerischen Rundfunks.